# Corpo di polizia penitenziaria
Il Corpo di polizia penitenziaria è un corpo di polizia ad ordinamento civile, facente parte delle forze di polizia italiane e dipendente dal Dipartimento dell’amministrazione penitenziaria del Ministero della giustizia.
Il Corpo svolge funzioni di polizia giudiziaria, pubblica sicurezza, polizia stradale e di gestione e sorveglianza delle persone sottoposte a misure restrittive o limitative della libertà personale.
Alla Polizia penitenziaria appartengono anche i gruppi sportivi Astrea e Fiamme Azzurre, nei quali militano atleti di rilievo come Aldo Montano, Carolina Kostner e Clemente Russo.

## Storia
La nascita del moderno Corpo di polizia penitenziaria è tradizionalmente fatta risalire al 18 marzo 1817, data di promulgazione delle regie patenti del Regno di Sardegna che approvarono il Regolamento della Famiglia di Giustizia modificato. Le carceri del Regno sardo furono classificate in sette classi, secondo il numero degli organici dei «soldati di giustizia» destinati a prestarvi servizio. A capo di ogni Famiglia era posto un ispettore incaricato di sovrintendere ai custodi e di visitare le carceri più volte a settimana, «senza prefissione di giorno».
Con l’Unità d’Italia, tra il 1860 e il 1862 furono emanati cinque regolamenti specifici per le diverse tipologie di stabilimenti penitenziari, ciascuno con organici distinti del personale amministrativo e di custodia: i bagni penali (R.D. 19 settembre 1860), inizialmente dipendenti dal Ministero della Marina, furono poi trasferiti al Ministero dell’Interno con R.D. 29 novembre 1866; le carceri giudiziarie (R.D. 27 gennaio 1861, n. 4681); le case penali (R.D. 13 gennaio 1862, n. 413); le case di relegazione (R.D. 28 agosto 1862, n. 813); e le case di custodia (R.D. 27 novembre 1862, n. 1018), tutte dipendenti dal Ministero dell’interno.
Nel 1861, con R.D. 9 ottobre, n. 255, fu istituita la Direzione generale delle carceri, sostituendo l’Ispettorato generale creato nel 1849. Il primo direttore generale delle carceri del Regno d’Italia fu l’avvocato Giuseppe Boschi, già ispettore generale, che mantenne l’incarico fino al 1870. L’unificazione del personale amministrativo e di custodia fu stabilita con il R.D. 10 marzo 1871, mentre il R.D. 8 gennaio 1872 incorporò il personale delle ex carceri pontificie.
Una riorganizzazione organica si ebbe con la legge 23 giugno 1873, n. 1404, che approvò il Regolamento 27 luglio 1873 Pel corpo delle guardie carcerarie, istituendo le qualifiche di capoguardia, sottocapo e guardia, e sostituendo la vecchia denominazione di “guardiano” con quella di “guardia carceraria”. Fu la prima volta che il legislatore affrontava specificamente l’ordinamento del personale di custodia.
Lo status militare fu attribuito agli appartenenti al Corpo con l’art. 5 del regolamento, che sanciva la soggezione al codice militare per reati come la diserzione e l’insubordinazione. Il R.D. 6 luglio 1890, n. 7011, istituì formalmente il Corpo degli agenti di custodia, destinato alla vigilanza dei detenuti nelle carceri giudiziarie, stabilimenti penali e riformatori governativi. Al personale poteva essere eccezionalmente affidata anche la sorveglianza esterna.
L’intervento legislativo di maggiore rilievo nel periodo antecedente la prima guerra mondiale fu il R.D. 24 marzo 1907, n. 150, che approvava il nuovo regolamento per il Corpo degli agenti di custodia, senza introdurre modifiche sostanziali a quello del 1890. Con il R.D. 31 dicembre 1922, n. 1718, la Direzione generale delle carceri e dei riformatori fu trasferita dal Ministero dell’Interno al Ministero di Grazia e Giustizia, e nel 1928 (R.D. 5 aprile, n. 828) assunse la denominazione di Direzione generale per gli istituti di prevenzione e di pena.
Il Regolamento 30 dicembre 1937, n. 2584 – modificato nel tempo per adeguarlo al sistema democratico e alla riforma penitenziaria del 1975 – rimase in vigore fino al 1990. Il Decreto luogotenenziale 21 agosto 1945 confermò la soggezione degli agenti al codice militare, attribuendo loro la qualifica di polizia giudiziaria e l’appartenenza alle forze armate dello Stato.
Dal 1975, in seguito alla riforma penitenziaria, si affermarono nuovi principi di smilitarizzazione, professionalizzazione e sindacalizzazione del Corpo. Il sistema carcerario fu riorientato al fine rieducativo della pena, promuovendo sicurezza e legalità come condizioni fondamentali per il reinserimento sociale del condannato.
Con la legge 15 dicembre 1990, n. 395 fu istituito il Corpo di polizia penitenziaria e il Dipartimento dell’amministrazione penitenziaria. La riforma previde la smilitarizzazione del Corpo, la sua riqualificazione in senso professionale, l’apertura alla rappresentanza sindacale e l’ingresso delle donne nel Corpo con pari dignità e funzioni. Confluivano nel nuovo corpo tutti gli appartenenti e le dotazioni dell’ex Corpo degli agenti di custodia e, in parte, le ex vigilatrici penitenziarie.
Con decreto, pubblicato sul Bollettino ufficiale del Ministero della giustizia del 31 marzo 2004, il Ministro della Giustizia ha dato attuazione al decreto legislativo 21 maggio 2000, n. 146, concernente l'individuazione dei compiti e delle mansioni degli appartenenti ai Ruoli direttivi ordinario e speciale del Corpo di polizia penitenziaria.
L'amministrazione penitenziaria ha avviato, dal maggio 2000, un piano di cooperazione con la missione internazionale delle Nazioni Unite in Kosovo. Un contingente di polizia penitenziaria è stato assegnato al Penal Management Division Kosovo Correctional - Missione ONU (UNMIK) e impiegato presso l'istituto penitenziario di Dubrava, il più grande dei Balcani, in attività particolarmente sensibili, come la sorveglianza dell'intercinta (outside security) e i servizi di traduzione di detenuti. Nel marzo 2002, il contingente ha avuto l'incarico straordinario di effettuare la traduzione dalle prigioni della Serbia dei circa 165 detenuti di etnia albanese/cossovara. Alla fine del primo semestre di impiego, i componenti del contingente di polizia penitenziaria sono stati insigniti della "medaglia della pace", speciale onorificenza delle Nazioni Unite.
Il decreto ministeriale del 14 giugno 2007 ha istituito il Nucleo investigativo centrale (NIC), un servizio centrale di polizia giudiziaria che svolge in via continuativa e prioritaria le funzioni di cui all'articolo 55 del codice di procedura penale, alle dipendenze funzionali e sotto la direzione dell'autorità giudiziaria, per fatti di reato commessi in ambito penitenziario o, comunque, direttamente collegati all'ambito penitenziario.
Il decreto ministeriale del 14 maggio 2024 ha istituito il Gruppo di intervento operativo (GIO), un reparto specializzato alle dirette dipendenze del Capo del Dipartimento operante su scala nazionale in presenza di emergenze non fronteggiabili in sede territoriale che mettono a repentaglio l'ordine, la sicurezza e la disciplina in ambito penitenziario. Interviene inoltre, su richiesta del Direttore del GOM, a supporto dello stesso nelle sezioni 41-bis. Nell'ambito dei Provveditorati Regionali sono istituiti i Gruppi di intervento regionale (GIR), che operano come articolazioni del G.I.O.

## Compiti e funzioni

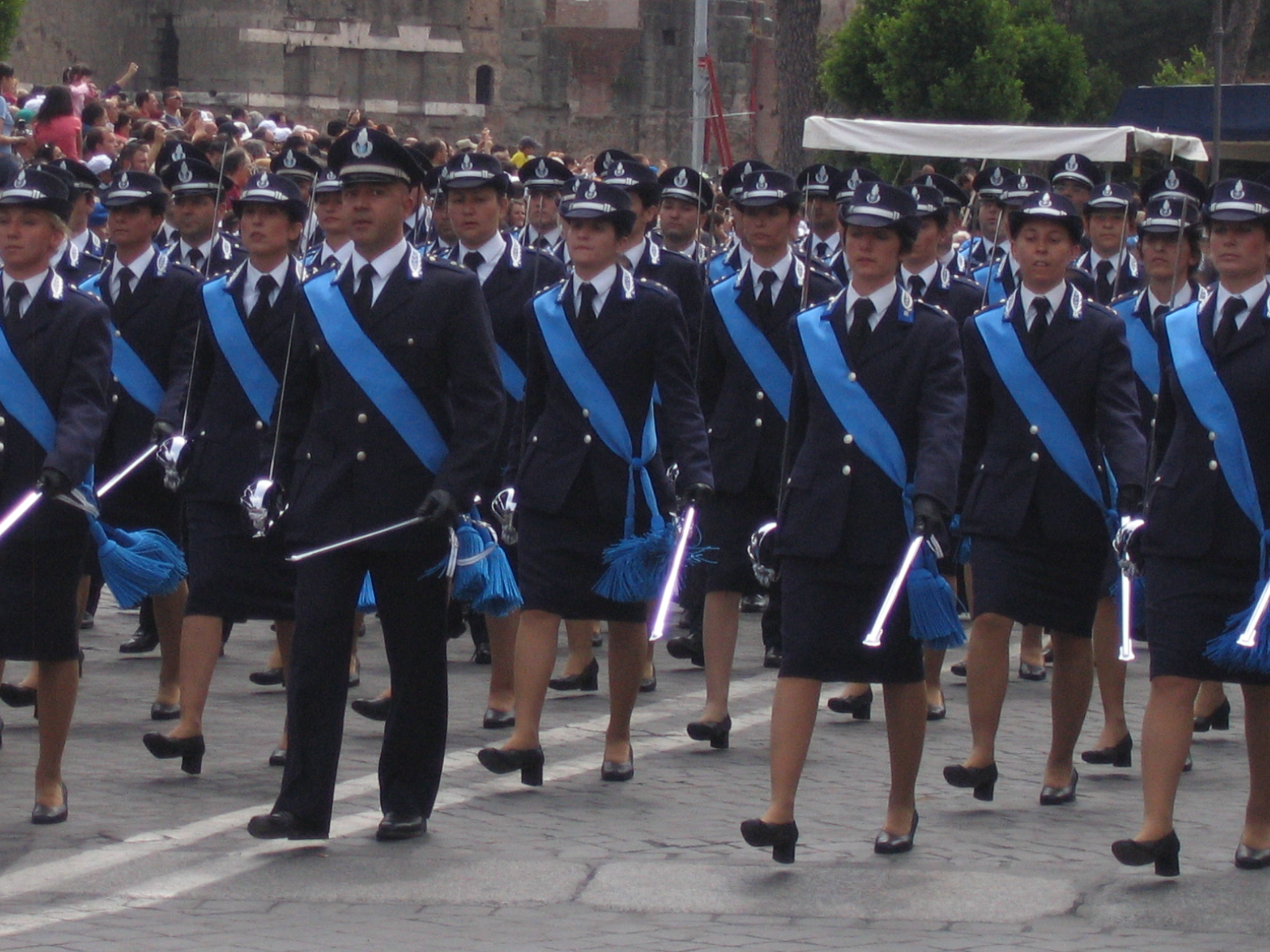
Poliziotti penitenziari

I compiti istituzionali sono descritti nell'art. 5 della legge 15 dicembre 1990, n. 395, che stabilisce che il Corpo di polizia penitenziaria sia amministrato dal Dipartimento dell'amministrazione penitenziaria del Ministero della giustizia, ed espleta quanto stabilito sia dalla legge 26 luglio 1975, n. 354 sull'ordinamento penitenziario, sia dal regolamento d'esecuzione, il D.P.R. 30 giugno 2000, n. 230, nonché da quanto previsto dalla stessa legge n. 395/1990 e dal regolamento di servizio, il D.P.R. 15 febbraio 1999, n. 82.
Svolge principalmente il compito di gestione delle persone sottoposte a provvedimenti di restrizione o limitazione della libertà personale, garantisce l'ordine pubblico e la tutela della sicurezza all'interno degli istituti, partecipa alle attività di osservazione e trattamento dei detenuti; inoltre, espleta servizi di ordine e sicurezza pubblica e di pubblico soccorso, nonché di traduzione dei ristretti, da istituto a istituto, presso le aule giudiziarie per lo svolgimento dei processi e presso i luoghi esterni di cura, e ai sensi del decreto del Ministero della Giustizia luglio 1991, si occupa inoltre tramite il servizio traduzioni e piantonamenti di attività e traduzione piantonamento. Espleta inoltre attività di polizia stradale ai sensi dell'art. 12 del Codice della strada, partecipa al mantenimento dell'ordine pubblico, svolge attività di polizia giudiziaria e pubblica sicurezza anche al di fuori dell'ambiente penitenziario, così come tutte le altre forze di polizia, svolge attività di scorta a tutela di personalità istituzionali (ministro della Giustizia, sottosegretari di Stato) e di magistrati.
Con il reparto specializzato del Nucleo investigativo centrale (N.I.C.) la Polizia penitenziaria si occupa di indagini in materia di criminalità organizzata e di terrorismo, oltre che di dirigere le attività investigative delle articolazioni regionali e territoriali della Polizia penitenziaria. Per le sue funzioni e competenze il N.I.C., oltre a essere un punto di riferimento per le Direzioni Distrettuali Antimafia presso le Procure della Repubblica, siede stabilmente, in rappresentanza del Dipartimento dell’Amministrazione Penitenziaria, alle riunioni del Comitato Analisi Strategica Antiterrorismo.
Tramite il gruppo operativo mobile si occupa del mantenimento dell'ordine e della disciplina negli istituti penitenziari, con priorità a interventi in occasione di gravi situazioni di turbamento. Il GOM è composto da 600 unità, e gli competono anche i servizi di tutela e scorta del personale in servizio presso l'Amministrazione penitenziaria e il Ministero della giustizia esposto a particolari situazioni di rischio personale, la traduzione di tutti i detenuti "collaboratori di giustizia", ad altissimo rischio. Tali servizi sono effettuati dal Nucleo tutela e scorte, costituito da circa 50 unità.
La legge 30 giugno 2009, n. 85, ha istituito la Banca Dati Nazionale del DNA e il Laboratorio Centrale per la Banca Dati Nazionale del DNA presso il Dipartimento dell'Amministrazione Penitenziaria. Con decreto del Ministro della Giustizia 2 marzo 2016 è stato istituito il Laboratorio Centrale Banca Dati DNA, cui sono affidati l'organizzazione e il funzionamento del Laboratorio, le relazioni con l'autorità giudiziaria e relativi importanti servizi di polizia giudiziaria. Il regolamento attuativo (D.P.R. 7 aprile 2016, n. 87) ha permesso che a partire dal 7 aprile 2016 sia iniziata la complessa attività di prelievo dei campione biologici da parte degli operatori della e la successiva tipizzazione del DNA, all'interno del Laboratorio Centrale Banca Dati D.N.A. da parte dei ruoli tecnici del corpo (istituiti con il decreto legislativo 9 settembre 2010, n. 162, emanato ai sensi dell'articolo 18 della legge 30 giugno 2009, n. 85) adeguatamente e specificamente formati per questa attività.
Il corpo è inoltre entrato a comporre gli organici della Direzione Investigativa Antimafia e dell'Interpol grazie al D.Lgs. 15 novembre 2012, n. 218 (Disposizioni integrative e correttive al decreto legislativo 6 settembre 2011, n. 159, recante codice delle leggi antimafia e delle misure di prevenzione, nonché nuove disposizioni in materia di documentazione antimafia, a norma degli articoli 1 e 2, della legge 13 agosto 2010, n. 136 GU n. 290 del 13-12-2012).

## Organizzazione

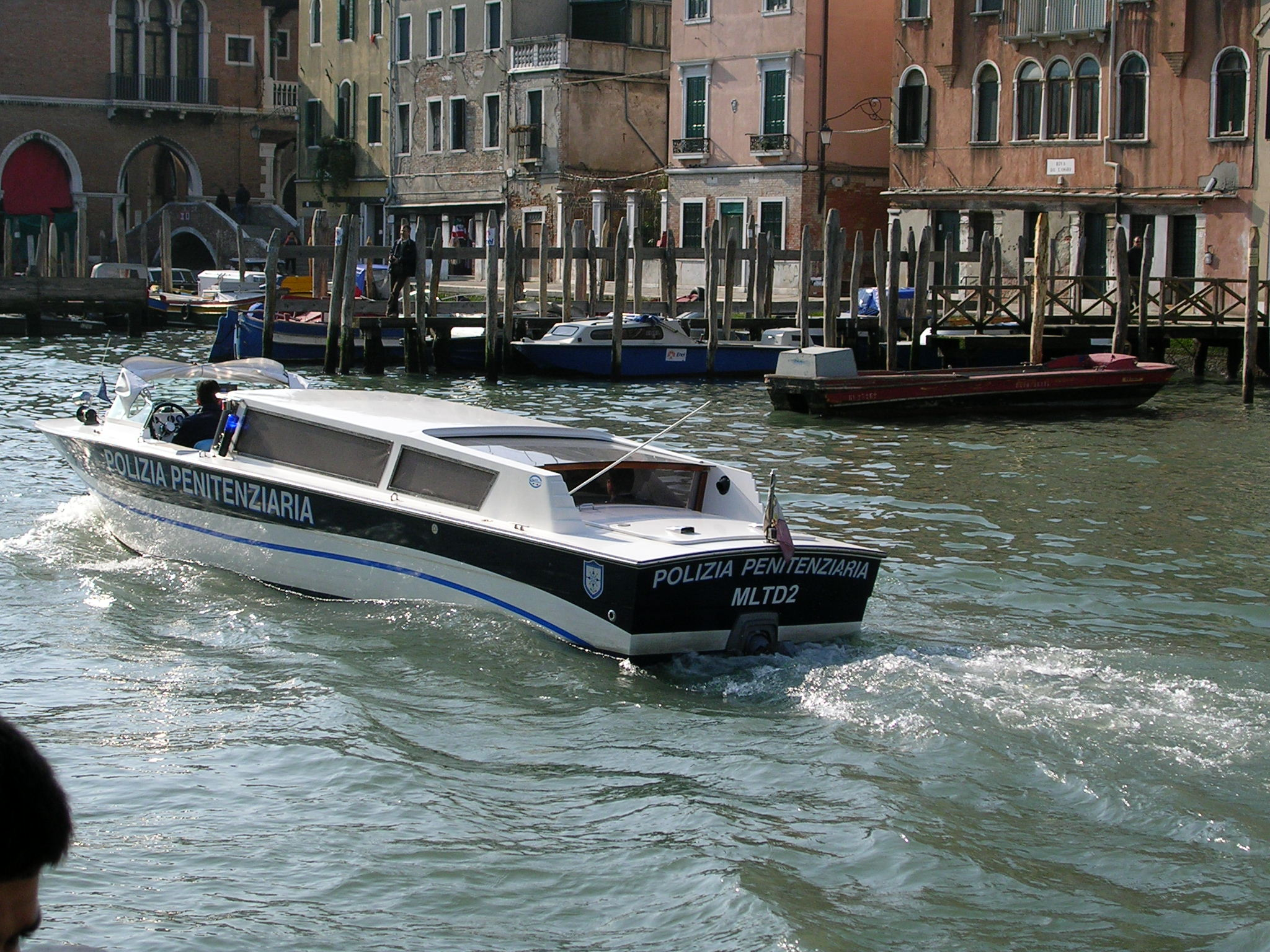
Il Corpo dispone anche di mezzi navali per le funzioni di istituto, nel Servizio navale della Polizia penitenziaria; nella foto le motobarche di Venezia

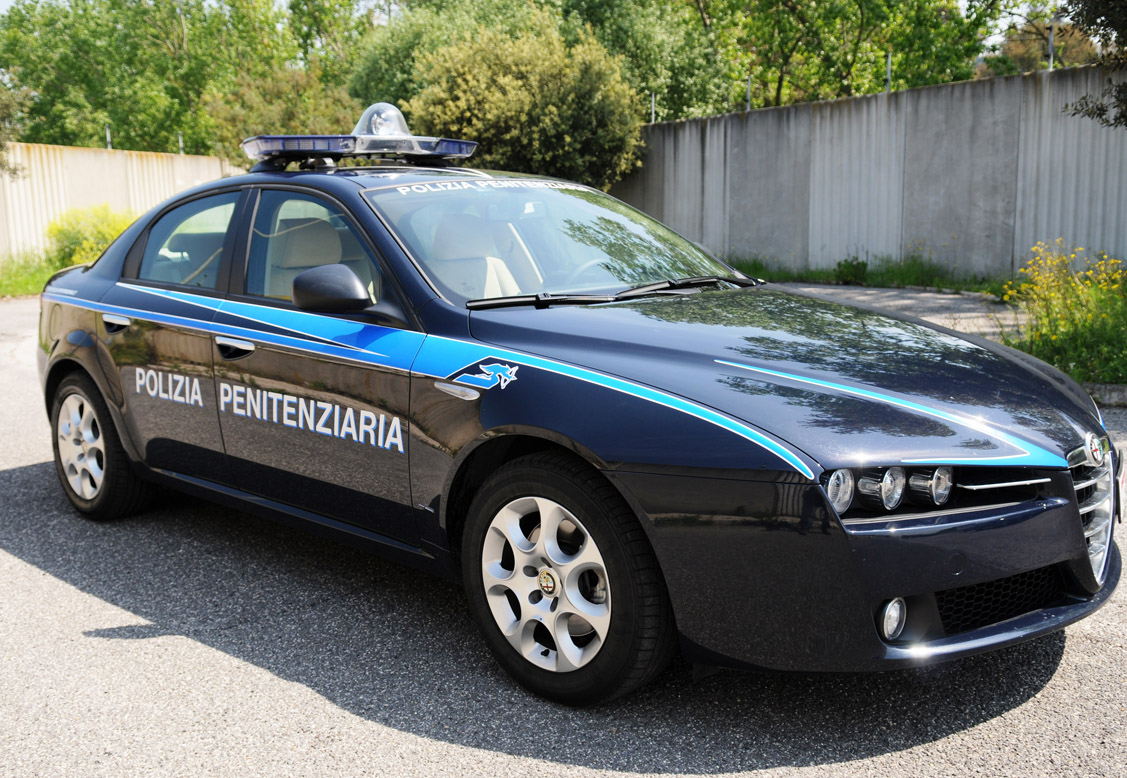
Alfa 159 della Polizia penitenziaria

Il Corpo dispone di vari servizi e specialità, coordinate a livello Nazionale dal Dipartimento dell'Amministrazione Penitenziaria a livello Regionale dai provveditorati dell'Amministrazione Penitenziaria del Ministero della giustizia:

### Vertici
- Capo del Dipartimento: Stefano Carmine De Michele
- Vice capo del Dipartimento: Massimo Parisi[6]
- Vicedirettore Generale del Personale: dirigente superiore Augusto Zaccariello

### Servizi e Specialità
- Insegnati e Istruttori di guida
- Armaiolo e capo armaiolo
- Servizio cinofili
- Gruppo Operativo Mobile (GOM)
- Specialista Informatico
- Istruttore di tiro
- Matricolista
- Motociclista
- Servizio a cavallo
- Servizio aeroportuale
- Servizio navale
- Nucleo traduzioni e piantonamenti
- U.S.Pe.V. (Ufficio per la Sicurezza Personale e la Vigilanza)
- Addetto detenuti minorenni
- Ruoli tecnici - Laboratorio DNA
- Servizio di Polizia Stradale
- Informazioni di interesse per il cittadino (sanzioni al codice della strada)
- Nucleo Investigativo Centrale (NIC)
- Nuclei Investigativi Regionali (NIR)
- Gruppo di Intervento Operativo (GIO)
- Gruppo di Intervento Regionale (GIR)
- Negoziatore di primo livello
- Negoziatore di secondo livello

## Personale
Gli appartenenti al Corpo di polizia penitenziaria sono: ufficiali di pubblica sicurezza, appartenenti ai ruoli direttivi; Agenti di pubblica sicurezza, i restanti ruoli subordinati; ufficiali e agenti di polizia giudiziaria in base alle qualifiche (commissari, ispettori e sovrintendenti sono ufficiali di Polizia giudiziaria in tutto il territorio Italiano, anche fuori servizio al pari di Polizia di Stato e Carabinieri).

### Reclutamento
Si diviene agente della Polizia penitenziaria tramite concorso pubblico per esami attraverso un bando di concorso del Ministero della Giustizia, che, a seconda della qualifica, può avere delle aliquote riservate a personale già in servizio o ai figli delle "vittime del dovere".
Prima della legge 23 agosto 2004, n. 226 l'accesso era previsto per tutti civili, e il servizio militare di leva in Italia poteva essere svolto direttamente in polizia partecipando ai concorsi per allievo agente ausiliario, riservato ai cittadini di sesso maschile chiamati al servizio militare.
Dal 1º gennaio 2005 al 31 dicembre 2015, i posti messi a concorso per allievo agente sono stati riservati ai volontari in ferma annuale (VFP1) o quadriennale (VFP4). Dal 1º gennaio 2016 sono stati riaperti i concorsi anche ai civili e il 40% dei posti annualmente disponibili è a loro riservato. I requisiti di idoneità psicofisica sono stabiliti dal D.P.R. 23 dicembre 1983, n. 904.
Dopo aver vinto il concorso, bisognerà sostenere obbligatoriamente un corso di formazione, di durata variabile a seconda della qualifica:
- 9 mesi (ridotti a 6 recentemente per far fronte al turnover) per gli allievi agenti (concorso pubblico riservato a cittadini che non abbiano compiuto 28 anni e abbiano il diploma di istruzione secondaria di secondo grado oppure per militari in servizio o congedati che non abbiano compiuto 28 anni e abbiano la licenza media);
- 4 mesi per i vice sovrintendenti (limitatamente al personale appartenente al ruolo agenti e assistenti);
- 12 mesi per i vice ispettori (concorso riservato ai cittadini in possesso del diploma di istruzione secondaria di secondo grado);
- 24 mesi per i commissari (concorso riservato ai cittadini in possesso di laurea magistrale).

### Formazione
Sono otto le Scuole di formazione e aggiornamento della Polizia penitenziaria:
- Verbania
- Cairo Montenotte
- Castiglione delle Stiviere
- Parma
- Sulmona
- Roma
- Portici
- San Pietro Clarenza

Le scuole di Aversa e di Monastir non sono più utilizzate come scuole di formazione.

## Caduti
Diversi appartenenti al corpo sono caduti nell'asservimento del proprio dovere o vittime di agguati della criminalità organizzata. Tra gli altri Filippo Salsone, Giuseppe Montalto, Luigi Bodenza, Carmelo Magli, Nicandro Izzo e Raffaele Cinotti. Sono 37 gli appartenenti al corpo decorati alla memoria dal 1943 a oggi.

## Uniforme
In seguito alla riforma del 1990, la Polizia penitenziaria ha abbandonato le tradizionali uniformi grigio-verdi del disciolto Corpo degli agenti di custodia, adottando nuove divise blu, in linea con l’ordinamento civile e l’uniformità cromatica delle forze di polizia italiane. Le tenute operative, inizialmente mantenute nel colore grigio-verde, sono state progressivamente sostituite da equipaggiamenti completamente blu.

### Uniforme ordinaria
L’uniforme invernale è composta da:
- giacca blu con bottoni argentati e fregio del Corpo;
- bavero e spalline con bordatura azzurra;
- pantaloni blu;
- camicia bianca a maniche lunghe;
- cravatta blu.

È previsto inoltre l’uso di una giacca a vento in tessuto Gore-Tex, dotata di ampie tasche, spalline bordate di celeste e di una termofodera in pile staccabile, indossabile separatamente come corpetto.
L’uniforme estiva prevede invece:
- camicia celeste a maniche corte con taschini pettorali e bottoni argentati con fregio;
- pantaloni di cotone blu;
- cintura in tessuto blu con fibbia e fregio argentati.

Entrambe le uniformi sono completate da un basco azzurro con fregio oppure da un berretto rigido blu con fregio.

### Tenuta operativa
La tenuta operativa invernale comprende:
- giubba blu con bordature catarifrangenti azzurre;
- pantaloni dello stesso colore;
- termofodera interna staccabile (anche nelle maniche), indossabile come gilet-corpetto.

La tenuta operativa estiva include:
- pantaloni blu (gli stessi del periodo invernale, privi della fodera interna);
- polo celeste con cerniera e bordature azzurre.

Per quanto riguarda le calzature, l’uniforme ordinaria prevede l’uso di stivaletti invernali (tipo polacchine), mentre la tenuta operativa richiede anfibi.
Vi sono poi anche capi di vestiario come il maglione blu con collo a V e toppe di rinforzo su spalle/gomiti e scritta POLIZIA PENITENZIARIA da indossare in luogo della giacca e per i soli servizi interni, un maglione sottogiacca blu a scollo a V, il maglioncino a collo alto con cerniera lampo e toppe di rinforzo su spalle/gomiti e scritta POLIZIA PENITENZIARIA, un cappotto a doppia abbottonatura e tutti gli accessori per le uniformi di servizio.

### Capi accessori
Tra i capi accessori figurano:
- maglione blu con scollo a V, toppe di rinforzo su spalle e gomiti, e scritta POLIZIA PENITENZIARIA (utilizzabile in sostituzione della giacca per i soli servizi interni);
- maglione sottogiacca blu a scollo a V;
- maglioncino a collo alto con cerniera lampo, toppe di rinforzo e scritta POLIZIA PENITENZIARIA;
- cappotto a doppia abbottonatura;
- accessori regolamentari previsti per le uniformi di servizio.

### Uniformi storiche
Le uniformi storiche rappresentano l’evoluzione degli abiti di servizio indossati dal personale di custodia carceraria a partire dall’epoca degli Stati preunitari fino all’istituzione dell’attuale Corpo. Tale ricostruzione iconografica e descrittiva consente di documentare i cambiamenti avvenuti nel corso del tempo in relazione all’assetto istituzionale, giuridico e funzionale dell’amministrazione penitenziaria. In particolare, le uniformi del Regno delle Due Sicilie, del Regno di Sardegna, dello Stato Pontificio e successivamente del Regno d’Italia testimoniano le prime codificazioni dell’abbigliamento del personale addetto alla custodia dei detenuti, evolutosi poi attraverso la creazione del Corpo delle guardie carcerarie (1873), del Corpo degli agenti di custodia (1890) e, infine, della moderna Polizia penitenziaria (1990).

### Mostreggiature

Monogramma per giacca per gli allievi delle Scuole di Formazione
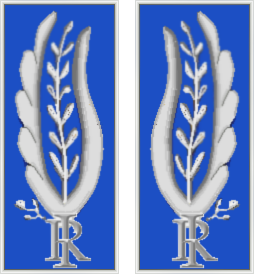
Mostrine per giacca per agenti e assistenti
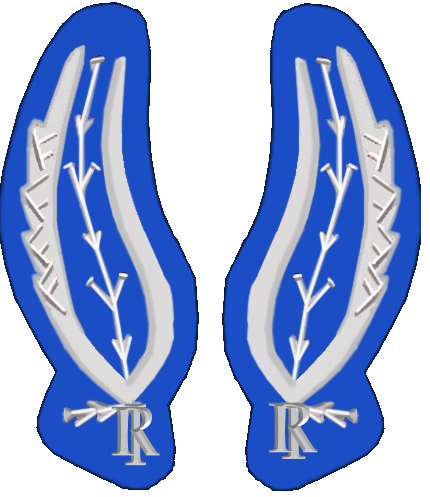
Mostrine per giacca per il ruolo di sostituto commissario

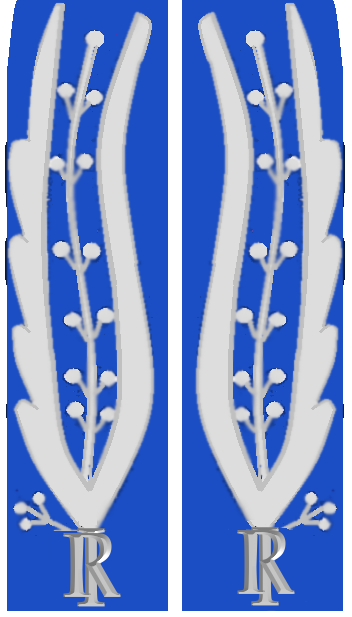
Mostrine per giacca per il personale dirigente
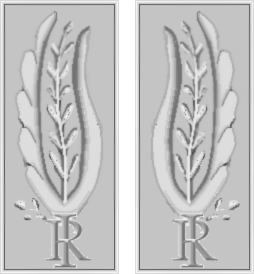
Mostrine per uniforme da cerimonia
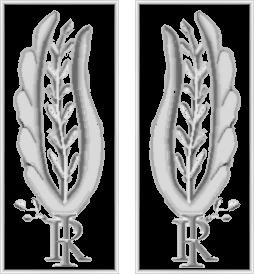
Mostrine per uniforme da cerimonia

## Simboli
Il Corpo di polizia penitenziaria è rappresentato da:
1. uno Stemma, concesso con Decreto del Presidente della Repubblica Carlo Azeglio Ciampi del 31 maggio 1999;
2. un Motto, ovvero Despondere spem munus nostrum (Garantire la speranza è il nostro compito);
3. una Bandiera d'Istituto;
4. una Marcia d'ordinanza, intitolata semplicemente Marcia d'ordinanza del Corpo di polizia penitenziaria, composta da Franco Battaglia;
5. un Santo Patrono, San Basilide;
6. la Banda musicale, che è stata formalmente istituita nel 1985;
7. i caduti del disciolto Corpo degli agenti di custodia e dell'odierno Corpo.

Dal 1955 al 1985, il Corpo degli Agenti di Custodia disponeva di una fanfara, che accompagnava le cerimonie di giuramento degli allievi.

### Stemma e Motto

Stemma del Corpo

Lo stemma araldico del Corpo di polizia penitenziaria riprende i colori tradizionali del Corpo, con l’azzurro della fiamma su fondo argento.
La fiamma simboleggia la speranza nel percorso di recupero della persona detenuta, richiamando la finalità rieducativa della pena sancita dall’articolo 27 della Costituzione. La fascia rossa rappresenta il sangue versato dagli appartenenti al Corpo nella difesa delle istituzioni democratiche e dell’ordinamento repubblicano. La pezza onorevole, suddivisa in quattro parti nei colori istituzionali, simboleggia la fermezza e la stabilità nella missione affidata alla Polizia penitenziaria.
Nella parte superiore dello stemma è collocata la corona d’oro, distintivo dei Corpi di polizia dello Stato, circondata da rami di quercia e di alloro uniti da un nastro tricolore.
Alla base dello stemma è riportato, su lista d’oro, il motto ufficiale del Corpo: Despondere spem munus nostrum (in italiano: Garantire la speranza è il nostro compito).

### Bandiera d'Istituto
La Bandiera del Corpo rappresenta il vessillo ufficiale del Corpo ed è insignita di numerose onorificenze per il valore e i meriti civili riconosciuti nel corso della sua storia istituzionale.
Il riconoscimento ufficiale della bandiera risale al decreto legislativo luogotenenziale 21 agosto 1945, n. 508, che assegnava al Corpo degli agenti di custodia la bandiera nazionale, in quanto parte integrante delle forze armate dello Stato e del servizio di pubblica sicurezza. La consegna formale del vessillo avvenne il 12 settembre 1949 con cerimonia solenne presso la Scuola militare di Portici, ove fu conferita al Battaglione Allievi Sottufficiali del Corpo. Con l’istituzione del Corpo di Polizia Penitenziaria tramite la legge 15 dicembre 1990, n. 395, e la contestuale soppressione del Corpo degli agenti di custodia, la bandiera fu trasferita al nuovo Corpo, garantendo la continuità simbolica e istituzionale.
La disciplina specifica relativa alle caratteristiche del vessillo, nonché alle modalità di custodia, dispiegamento, trasporto, riparazione e sostituzione, è stata stabilita con il decreto del Presidente della Repubblica 19 ottobre 1993, n. 435. La bandiera è attualmente custodita presso l’Ufficio del Capo del Dipartimento dell’amministrazione penitenziaria e viene esposta esclusivamente in occasione di cerimonie solenni.

### Banda musicale
La Banda musicale del Corpo di polizia penitenziaria è il complesso bandistico musicale ufficiale del Corpo.
Ha sede presso la Scuola di formazione e aggiornamento del personale del Corpo di Polizia penitenziaria e dell’Amministrazione penitenziaria di Portici (NA), ospitata nello storico Palazzo Valle, già sede delle Guardie del Corpo di Ferdinando IV di Borbone.

#### Storia e presenza istituzionale
Istituita formalmente nel 1985 in sostituzione della precedente fanfara nata nel 1955, la banda è composta da circa sessanta elementi, tutti appartenenti alla Polizia penitenziaria e diplomati nei conservatori di musica italiani. Essa rappresenta il Corpo in occasione delle più rilevanti cerimonie ufficiali, eventi istituzionali, manifestazioni pubbliche nazionali e internazionali.
La Banda partecipa annualmente alla cerimonia dell’Annuale del Corpo, celebrata a Roma alla presenza del Presidente della Repubblica Italiana, alla parata della Festa della Repubblica e alle celebrazioni in onore di San Basilide di Alessandria.

#### Attività e riconoscimenti
Nel corso della sua attività, la Banda si è esibita in numerosi eventi di rilievo, ottenendo ampi consensi da parte del pubblico e della critica. Tra le esibizioni più significative si ricordano:
- il concerto del 6 luglio 1992 presso l’Anfiteatro romano di Spoleto, nell’ambito del Festival dei Due Mondi;
- il concerto al Teatro dell’Opera di Roma del 7 aprile 1999, alla presenza del Ministro della giustizia;
- le partecipazioni ai Campionati mondiali di nuoto, ai Campionati mondiali militari, ai World Equestrian Games e ai Giochi mondiali delle Polizie;
- le esibizioni presso importanti teatri italiani, tra cui l’Auditorium Parco della Musica e l’Auditorium di Santa Cecilia a Roma, il Teatro Bellini di Catania, il Teatro Regio di Torino, l’Auditorium G. Verdi di Milano e il Teatro delle Muse di Ancona.

Nel 2000, la Banda prese parte alle celebrazioni per il 140º anniversario della riunione del primo Parlamento italiano a Torino.
Un evento di particolare rilievo è stato il concerto interforze tenuto nella Sala Paolo VI in Vaticano, alla presenza di Papa Giovanni Paolo II, in rappresentanza delle forze di polizia di 149 nazioni, nell’ambito delle iniziative del Giubileo del 2000.

#### Direzione artistica
La Banda è stata diretta dal maestro Luigi D’Addio fino al 2006, per poi passare, fino al 2009, al maestro Natale Mario Chillemi.
Dal 21 dicembre 2009 la direzione è affidata al maestro Fausto Remini, nominato con decreto del Direttore generale del personale e della formazione. Dal maggio 2012 al marzo 2019, Remini è stato affiancato dal maestro vice direttore Filippo Cangiamila.
Con l’entrata in vigore del Decreto del Presidente della Repubblica n. 276 del 2006, la Banda è stata riconosciuta come “Banda musicale ministeriale” del Ministero della Giustizia.
Sotto la direzione di Remini, il complesso ha proseguito la sua attività artistica con partecipazioni a manifestazioni quali Roma Capitale, Natali di Roma, il Salone della Giustizia (edizioni 2010 e 2012) e il Campionato mondiale delle Sei Nazioni di rugby del 2010, esibendosi anche presso l’Arena Villa Vital di Fermo e in altri contesti di prestigio.

## Medaglie e decorazioni conferite dal Corpo
Medaglia al merito di servizio della Polizia penitenziaria
 Medaglia al merito di servizio della Polizia penitenziaria d'oro o di primo grado (20 anni di servizio)
 Medaglia al merito di servizio della Polizia penitenziaria d'argento o di secondo grado (15 anni di servizio)
 Medaglia al merito di servizio della Polizia penitenziaria di bronzo o di terzo grado (10 anni di servizio)
Croce di anzianità di servizio della Polizia penitenziaria
 Croce di anzianità di servizio della Polizia penitenziaria d'oro o di primo grado (35 anni di servizio)
 Croce di anzianità di servizio della Polizia penitenziaria d'argento o di secondo grado (30 anni di servizio)
 Croce di anzianità di servizio della Polizia penitenziaria di bronzo o di terzo grado (20 anni di servizio)
Medaglia al merito di lunga navigazione della Polizia penitenziaria
 Medaglia al merito di lunga navigazione della Polizia penitenziaria d'oro o di primo grado (20 anni di imbarco)
 Medaglia al merito di lunga navigazione della Polizia penitenziaria d'argento o di secondo grado (15 anni di imbarco)
 Medaglia al merito di lunga navigazione della Polizia penitenziaria di bronzo o di terzo grado (10 anni di imbarco)
Medaglia di commiato della Polizia penitenziaria
 Medaglia di commiato della Polizia penitenziaria
Medaglia non portativa
(decorazioni istituite dal decreto del Presidente della Repubblica 15 febbraio 1999, n. 82, Regolamento di servizio del Corpo di polizia penitenziaria, in G. U. n. 76 del 1º aprile 1999, S. O. n. 63, in vigore dal 16 aprile; regolamentate dal decreto del Capo dipartimento dell'Amministrazione penitenziaria, 14 dicembre 2012, Modifica dei criteri per la concessione dei riconoscimenti per anzianità di servizio ed al merito di servizio della Polizia penitenziaria, nonché le caratteristiche dei segni distintivi e modalità di uso, pubblicato in G. U. n. 301 del 28 dicembre 2012).
Distintivo per l'encomio solenne per il ruolo direttivo, dirigenti e commissari coordinatori (assimilati agli ufficiali superiori) delle forze di polizia italiane
 Distintivo dorato per l'encomio solenne per il ruolo direttivo, dirigenti e commissari coordinatori (assimilati agli ufficiali superiori) delle forze di polizia italiane
 Distintivo argentato per l'encomio solenne per ruolo direttivo, commissari (assimilati agli ufficiali inferiori e subalterni) delle forze di polizia italiane

## Onorificenze concesse alla Bandiera del Corpo
La Bandiera del Corpo di polizia penitenziaria (e precedente Corpo degli agenti di custodia) è decorata delle seguenti onorificenze (aggiornamento al gennaio 2024):

## Riferimenti normativi
- Legge 15 dicembre 1990, n. 395 - Ordinamento del Corpo di polizia penitenziaria.
- Decreto legislativo 30 ottobre 1992, n. 443 - Ordinamento del personale del Corpo di polizia penitenziaria, a norma dell'art. 14, comma 1, della legge 15 dicembre 1990, n. 395.
- Decreto legislativo 30 ottobre 1992, n. 449 - Determinazione delle sanzioni disciplinari per il personale del Corpo di polizia penitenziaria e per la regolamentazione dei relativi procedimenti, a norma dell'art. 21, comma 1, della legge 15 dicembre 1990, n. 395.
- Decreto legislativo 21 maggio 2000, n. 146 - Adeguamento delle strutture e degli organici dell'Amministrazione penitenziaria e dell'Ufficio centrale per la giustizia minorile, nonché istituzione dei ruoli direttivi ordinario e speciale del Corpo di polizia penitenziaria, a norma dell'articolo 12 della legge 28 luglio 1999, n. 266.
- Decreto del Presidente della Repubblica 18 settembre 2006, n. 276 - Regolamento concernente disposizioni relative alla banda musicale del Corpo di polizia penitenziaria.
- Decreto legislativo 9 settembre 2010, n. 162 - Istituzione dei ruoli tecnici del Corpo di polizia penitenziaria, a norma dell'articolo 18 della legge 30 giugno 2009, n. 85.
- Art. 29-35 del Decreto legislativo 27 dicembre 2019, n. 172 -  Disposizioni integrative e correttive, a norma dell'articolo 1, commi 2 e 3, della legge 1º dicembre 2018, n. 132, al decreto legislativo 29 maggio 2017, n. 95, recante: «Disposizioni in materia di revisione dei ruoli delle Forze di polizia, ai sensi dell'articolo 8, comma 1, lettera a), della legge 7 agosto 2015, n. 124, in materia di riorganizzazione delle amministrazioni pubbliche.»